# Palais Hartleben

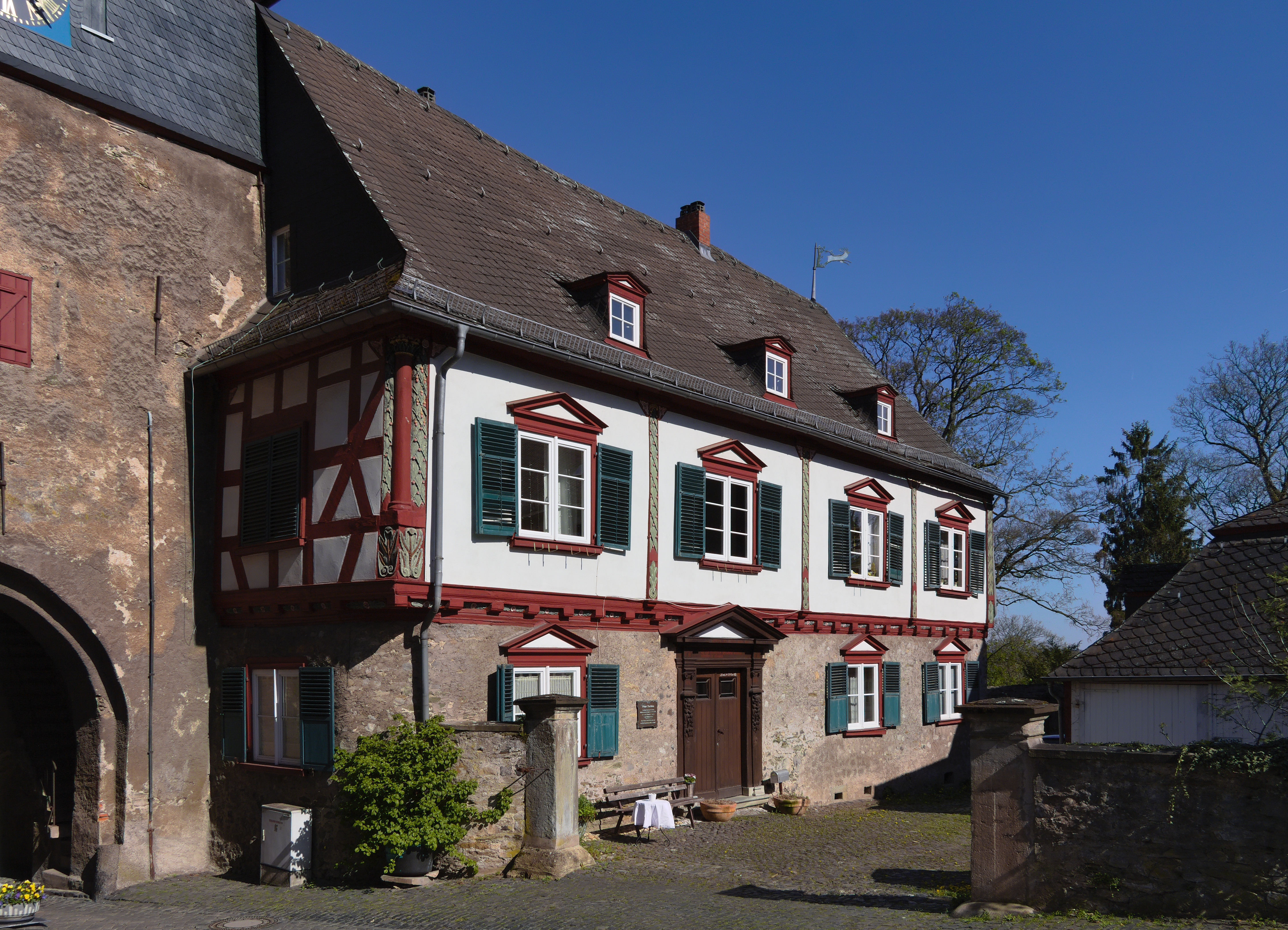
Palais Hartleben

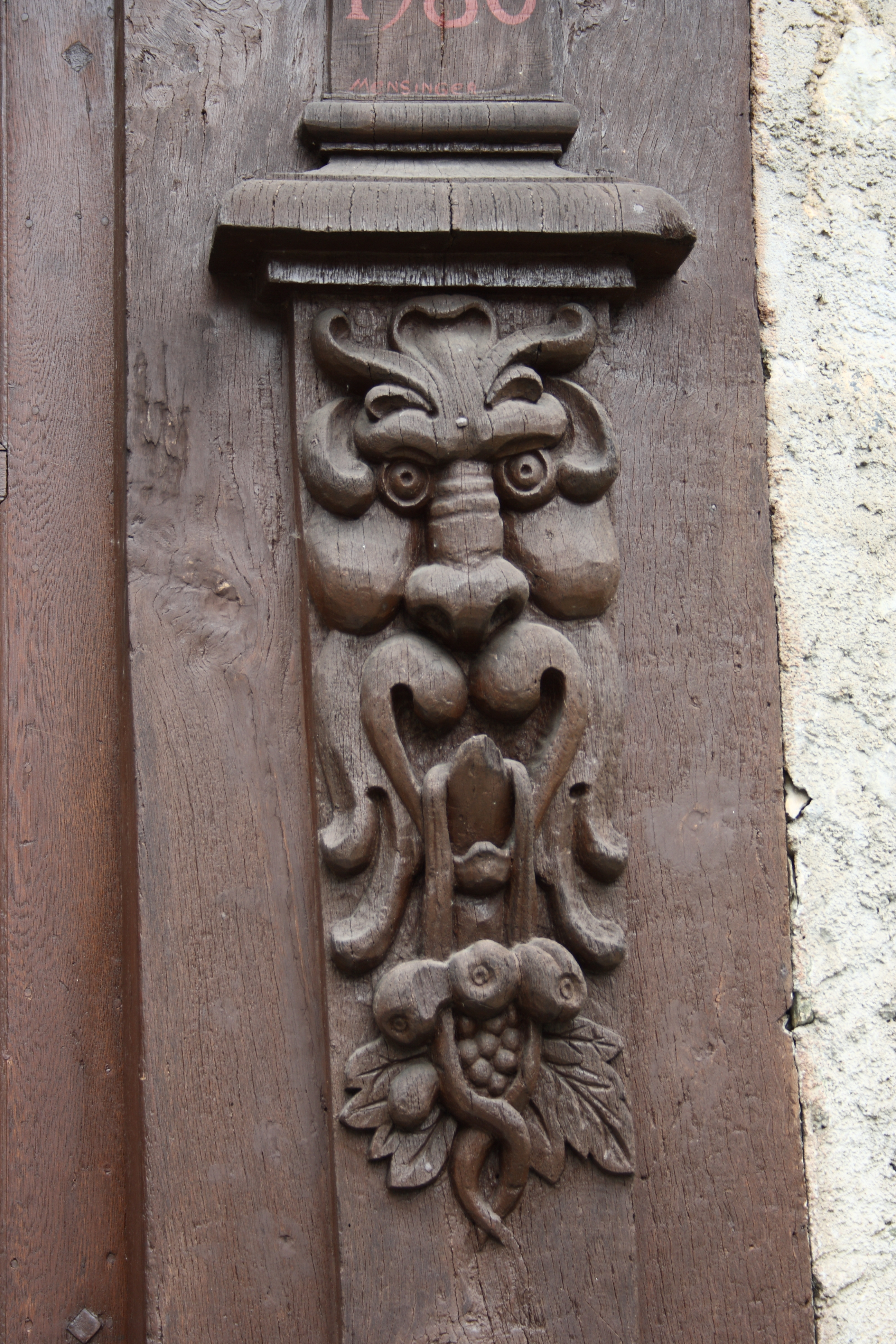
Detail des Portals

Das Palais Hartleben in Braunfels, einer Stadt im Lahn-Dill-Kreis in Hessen, wurde 1681 errichtet. Das Haus an der Schloßstraße 9 ist ein geschütztes Baudenkmal.

## Beschreibung
Das unmittelbar an den Glockenturm angebaute Fachwerkhaus wurde für den Kammerpräsidenten Ludwig Ernst von Hartleben an Stelle eines Vorgängerbaus errichtet. Über einem massiven Erdgeschoss steht ein Fachwerkobergeschoss mit reich geschnitzten Eckständern. Das Portal mit lateinischer Inschrift ist mit geschnitzten Reliefs geschmückt. Alle Fenster weisen Dreiecksverdachungen auf. Im Inneren sind das großzügige Treppenhausvestibül und die reichen Türrahmungen erhalten.